# Cerkev sv. Filiberta, Tournus
Cerkev sv. Filiberta v Tournusu je srednjeveška cerkev, glavna ohranjena stavba nekdanje benediktinske opatije sv. Filiberta v Tournusu v Saône-et-Loire v Franciji. Je nacionalnega pomena kot primer romanske arhitekture.

## Zgodovina
Leta 875 je Karel Plešasti podaril Tournus skupnosti menihov, ki so prišli v kraj z relikvijami svetega Filiberta. Menihi so pobegnili pred vikinškimi napadi na Noirmoutier in so se pred tem ustavili v Saint-Philbert-de-Grand-Lieu. Noirmoutier je bil lokacija prvega zabeleženega vikinškega napada na celinsko Evropo, ko so roparji leta 799 napadli samostan. Okoli leta 863 je menih Ermentarius napisal zgodovino prenosa samostana in relikvij Filiberta iz Jumiègesa.
Opatijo je leta 936/937 poškodovala invazija Hunov.
Opatijo so v 17. stoletju zaprli, cerkev svetega Filiberta pa je postala kolegijska cerkev. Kot mnoge druge cerkve v Franciji je bila med francosko revolucijo sekularizirana kot Tempelj razuma. Rimskokatoliško bogoslužje se je nadaljevalo po konkordatu iz leta 1801, ki je formalno končal obdobje dekristjanizacije.

## Arhitektura
Po izročilu je opat iz 10. stoletja začel graditi sedanjo stavbo. Nekateri viri sledijo izročilu in namigujejo, da se je gradnja začela pred letom 1000. Vendar pa trenutno menijo, da so najzgodnejši deli cerkve iz 11. stoletja. Zgrajena je v zgodnjem prvem romanskem slogu Burgundije, ki je v začetku 11. stoletja začel uporabljati nadaljnje romanske in zgodnje gotske sloge.
Cerkev stoji v utrjenem ograjenem prostoru, obramba pa je bila očitno dejavnik pri zasnovi stavbe. Zahodno pročelje lahko opišemo kot 'kamnito', saj ima težke zidane stene in malo oken.

### Fasada
Kot pri mnogih drugih cerkvah izpred leta 1100 ima tudi pročelje obrambni značaj. Edini okraski, obokani frizi in pilastri, očitno temeljijo na lombardskih vzorih. Kot pri drugih umetniških krajinah severno od Alp so sodelovali gradbeniki iz severne Italije. Zahodna fasada je visoka 28 m. Portal in balkon z zobci sta bila dodana kasneje med obnovo v 19. stoletju. Ali pročelje, podobno westwerku, s katerim se je nova stavba začela okoli leta 1020/30, kot celota izvira iz teh let, je precej negotovo. V strukturnih elementih spodnje ravni pročelja stolpi še niso pripravljeni. Zato se delno domneva poznejša gradnja, okoli leta 1070/80, v povezavi z notranjo prenovo (glej spodaj). Če pa je treba zgornja nadstropja datirati v obdobje okoli leta 1030, bi jih šteli za najzgodnejši ohranjeni primer dvojnega stolpa, ker se morebitni model iz še starejših let, na drugi stavbi v Clunyju, ni ohranil. Odprta tla so bila še vedno oblikovana le kot majhni štorčki, kot je še danes razvidno iz južnega stolpa. Severni stolp je bil zgrajen šele v 12. stoletju.

### Notranjost
Ladja je pokrita z banjastim obokom, ki ga podpirajo visoki valjasti stebri. Banjast obok je nenavaden, saj je prečen: namesto enega dolgega soda, ki poteka vzdolž ladje, je obok sestavljen iz več manjših sodov, ki potekajo čez ladjo. Ta ureditev pomaga pri inženiringu, saj preprečuje bočni sunek, vendar »ni lepa in ni bila nikoli ponovljena«.
Ko je bilo obokanje portika končano, je bila okoli leta 1050 obokana še širša ladja – drzna poteza. Arhitekti so se oprli na izkušnje, pridobljene pri gradnji bližnje prioratske cerkve sv. Martina v Chapaizeu. Kljub temu poskus ni uspel, saj je obok kmalu grozil, da se bo zaradi strižnih sil zrušil. Zato so ga okoli leta 1070 porušili. Kot začasno rešitev so v vsakem od kratkih enot ladje zgradili ločen banjasti obok – postavljen pravokotno na vzdolžno os – s čimer so ohranili stare stebre in zunanje stene. Od takrat pet banjastih obokov z majhnim polmerom, pravokotnih na os ladje, počiva na opornikih. Njihove strižne sile so se medsebojno izničile in stranskih sten niso več potiskale navzven. To je omogočilo tudi vgradnjo velikih oken v zunanji steni. Ta zgodnja in redka rešitev oboka, četudi je bila improvizirana, daje cerkvenemu prostoru v Tournusu videz visoke dvorane. Ladjo premoščajo oporniki nad konzolami. Pogled v različne obokane dele prikazuje, v kolikšni meri so tukaj v 11. stoletju eksperimentirali z zelo različnimi gradbenimi metodami. Stranski ladji ladje sta pokriti s križnimi oboki. Čeprav prečni oboki cerkvi dajejo veliko svetlobo, te ideje v drugih velikih cerkvah niso posnemali. Eden od razlogov bi lahko bil, da je oblika prečnih struktur nasprotovala ideji o vzhodno usmerjeni smeri gibanja romarjev in drugih vernikov proti svetišču.

### Kor
Cerkev sv. Filiberta predstavlja tudi sam začetek razvoja arhitekture korov: tukaj je ambulatorijski kor s tremi ravnimi, zaprtimi radialnimi kapelami, tj. kapelami, ki so pritrjene kot posamezne komponente, ki sevajo iz ambulatorija, zasnovan na postavitvi kripte iz 10. stoletja.
Iz teh zgodnjih oblik se je kasneje razvil kapelski obroč in številne različice, zaradi katerih je kor postal prevladujoč element cerkvenega kompleksa – na primer v tretji cerkvi opatije Cluny. Dvignjeno zidanje kora pa je bilo v 12. stoletju v veliki meri obnovljeno po porušitvi križišča. Zasnova teh radialnih kapel je služila liturgičnemu namenu. V samostanskih cerkvah je bil vsak menih, ki je bil tudi duhovnik, dolžan vsakodnevno darovati mašo. Hkrati je srednjeveško češčenje svetnikov in predvsem romanja doživelo izjemen razcvet. To je zahtevalo dodatne oltarje in prostore za češčenje relikvij znotraj cerkve, ki jih je bilo mogoče obiskati v procesijah. Ker so imele kapele okna, so bili temelji za vidno spremembo položeni konec 11. stoletja: na začetku so temni korni prostori romanskega sloga, na koncu pa 'svetišče svetlobe', ki ga je opat Suger zgradil kot prvo gotsko stavbo po letu 1140 s stolnico v Saint-Denisu.

### Kripta
Kripta sv. Filiberta je najstarejši ohranjeni del cerkve in eden najstarejših ambulatornih kornih kompleksov s kapelami v evropski arhitekturi. Najstarejše znane kripte (na primer v Auxerru) izvirajo iz okoli leta 850. Imele so pravokotne ambulatorijske prostore. Kripta v Tournusu prvotno izvira iz leta 875. Približno sto let pozneje so menihi ambulatorij prilagodili krožni obliki kora zgoraj in dodali pravokotne kapele. Glavni prostor, razdeljen z dvema vrstama vitkih stebrov, je še danes pravokoten. Osrednji prostor je razdeljen z desetimi vitkimi stebri z antičnimi kapiteli. Na zahodni steni kripte je star vodnjak, ki je v času obrambe zagotavljal oskrbo z vodo. Še posebej dobro je ohranjena freska iz 12. stoletja, ki prikazuje Devico z detetom in Kristusom na prestolu.

## Oprema
Med sicer precej skopo opremo je tudi sodobni relikviarij svetega Filiberta v koru. Redkost so srednjeveški talni mozaiki v ambulatoriju, odkriti v 20. stoletju; prikazujejo delovanje mesecev in znamenja zodiaka. V južni ladji je v gotski stenski niši s koničastim lokom pred stenskimi poslikavami iz 14. stoletja cedrovinasta Madona Notre Dame la Brune ('Rjava Madona') iz začetka 12. stoletja; v srednjem veku je bila pomembna romarska točka.
V zgornjem nadstropju narteksa so štirje ročni mehovi, ki so v prejšnjih časih zagotavljali zrak za igranje orgel.
Orgle v samostanski cerkvi imajo pestro zgodovino. Izvirajo iz instrumenta, ki ga je v 17. stoletju zgradil orglar Jehan d'Herville (Troyes, Šampanja); ohišje je zasnoval umetnik Gaspard Symon (Tournus). Skozi leta so bile orgle večkrat restavrirane in predelane. Med letoma 1929 in 1932 jih je obsežno restavriral orglar Edouard Ruche (Lyon), ki jih je temeljito spremenil: prej mehanske mehanizme je zamenjal s pnevmatskimi, celotne orgle pa so opremil z električnim sistemom mehov. Trajne spremembe so bile tudi v razporeditvi. Leta 1978 je bil instrument razstavljen zaradi obsežne obnove in obnove v prvotno stanje. Orgle ponovno delujejo od leta 1990.

## Varstvo
Cerkev je bila leta 1840 uvrščena na seznam zgodovinskih spomenikov. Tako kot drugi na seznamu je tudi stavba potrebovala konservatorska dela, ki jih je prejela pod vodstvom arhitekta varstva narave Charlesa-Augusta Questela.

## Samostanske stavbe
Samostanska cerkev je zaščitena kot zgodovinski spomenik. Drugi zaščiteni deli nekdanjega samostana so opekarna (tuilerie du Moutier) iz 16. stoletja, stolp Trésorierja (tudi Aumonerie) iz 17. stoletja, ostanki starega zaščitnega obzidja, stolp Quincampoix in kurtina, ki se nanj navezuje na vzhodu, dva stolpa pri vhodu v samostanski kompleks, stolp Le Portier na vogalu ulice Fénelon, ostanki zgodnjeromanskega križnega hodnika], vključno z vodnjakom in arkadami, imenovanimi Beg v Egipt (la fuite en Egypte), ter dvonadstropna opatova hiša iz 15. stoletja, triladijska kapiteljska dvorana iz 13. stoletja, refektorij in dve stari vinski kleti iz 12. stoletja, ki se imenujeta Les Grandes Caves ('veliki kleti').